# Marcus Marshall
Marcus Marshall (25 november 1978) is een Australisch autocoureur en voormalig Champ Car-coureur. Daarvoor reed hij in het Britse Formule 3-kampioenschap, waar hij voornamelijk buiten de top 10 reed, maar een overwinning boekte in een natte race. In 2005 reed hij in de Champ Car 12 races voor Derrick Walkers team Team Australia. Door een gebrek aan ervaring behaalde hij slechts 2 top 10-resultaten, waarvan de beste een 8e plaats op Edmonton. Na deze races werd hij ontslagen en vervangen door Will Power.
Op 12 februari 2006 reed Marshall voor A1 Team Australië in ronde 8 van de A1GP op Sentul in Indonesië en finishte 3e in de hoofdrace, achter A1 Team Canada (Sean McIntosh) en A1 Team Maleisië (Alex Yoong). In 2006 rijdt hij fulltime in de V8 Supercar voor Paul Cruickshank Racing, maar verloor zijn zitje voor 2007. Hij keerde terug naar de Carrera Cup, waar hij de auto van Peter Fitzgerald overnam toen hij stopte aan het eind van 2006. Hij keerde ook terug naar de V8 Supercar, waar hij voor Matthew White Racing gaat rijden, voordat hij de auto van Jack Perkins overneemt omdat Perkins medische problemen had. In 2008 ging hij terug naar Ford en Britek Motorsport.
Na een frustrerend seizoen 2009 maakte Marshall een eigen team, Marcus Marshall Motorsport en werd gesponsord door Intabill, waardoor het ook IntaRacing heet.

## A1GP resultaten
| Jaar    | Inschrijving      | 1       | 2       | 3       | 4       | 5       | 6       | 7       | 8       | 9       | 10      | 11      | 12      | 13      | 14      | 15         | 16        | 17      | 18      | 19      | 20      | 21      | 22      | Rang | Punten |
| ------- | ----------------- | ------- | ------- | ------- | ------- | ------- | ------- | ------- | ------- | ------- | ------- | ------- | ------- | ------- | ------- | ---------- | --------- | ------- | ------- | ------- | ------- | ------- | ------- | ---- | ------ |
| 2005-06 | A1 Team Australië | GBR SPR | GBR FEA | GER SPR | GER FEA | POR SPR | POR FEA | AUS SPR | AUS FEA | MAL SPR | MAL FEA | UAE SPR | UAE FEA | RSA SPR | RSA FEA | IND SPR 16 | IND FEA 3 | MEX SPR | MEX FEA | USA SPR | USA FEA | CHN SPR | CHN FEA | 13   | 51     |